# バーブ・ワイヤー
『バーブ・ワイヤー』（Barb Wire）は、ダークホースコミックスの「Comics' Greatest World」インプリントから発行されたアメコミ作品、及びそれに登場するスーパーヒロイン。レギュラーシリーズが1994年から1995年の間に9冊、さらに続編のミニシリーズが1998年に発行された。

## 作者
レギュラーシリーズ
- 1: John Arcudi（ライター）、Lee Moder（ペンシル）、Ande Parks（インク）
- 2–3: Arcudi（ライター）、Dan Lawlis（ペンシル）、Parks（インク）
- 4–5: Arcudi（ライター）、Lawlis（ペンシル）、Ian Akin（インク）
- 6–7: Arcudi（ライター）、en:Mike Manley（ペンシル）、Parks（インク）
- 8: Arcudi（ライター）、Andrew Robinson（ペンシル）、Jim Royal（インク）
- 9: Anina Bennett & Paul Guinan（ライター）、Robert Walker（ペンシル）、Royal（インク）

ミニシリーズ
- 1–4: Chris Warner（スクリプト・ペンシル）、Tim Bradstreet（インク）

## 登場人物

### バーブ・ワイヤー
焼き払われた廃墟の町スティール・ハーバーに住む"バーブ・ワイヤー"（本名：バーバラ・コペトスキー）はスリル・ジャンキーである。バーのオーナーをしている彼女は、パートタイムの賞金稼ぎでもあった。彼女は、様々な分野の知識と技量を持つが、特に戦闘関連の能力が優れている。彼女には兄弟と幾人かの仲間がいるが、基本的には一人で行動することを好む。

### サポートキャラクター
チャーリー・コペトスキー
バーブの兄弟で、盲目の機械の天才。 彼はバーブの使う兵器とメタヒューマン抑制装置のほとんどを発明した。

### 仲間
ゴースト
本名：エリサ・キャメロン（Elisa Cameron）
同じくダークホース社のスーパーヒロイン。ヘルボーイやDCコミックスのバットガールとも競演している。
ザ・マシーン（The Machine）
本名：アヴラム（Avram）
モーターヘッド（Motörhead）
本名：フランク・フレッチャー（Frank Fletcher）
ウルフパック（Wolf Pack）
リーダー：ハンター（Hunter）

### 敵
プライム・ムーヴァーズ（The Prime Movers）
リーダー：メイス・ブリッツクリーク（Mace Blitzkrieg）
デスカード（Death Card）
レギュラーシリーズに登場
デスカード（二代目）（Death Card II）
ミニシリーズに登場
イグニッション（二代目）（Ignition II）

## 映画化
1996年、バーブ・ワイヤー役にパメラ・アンダーソンを抜擢した映画『バーブ・ワイヤー/ブロンド美女戦記』が公開された。評論家とファンにこきおろされたこの映画は、第17回ゴールデンラズベリー賞の最低作品賞にノミネートされたが、デミ・ムーア主演の映画『素顔のままで』に敗れた。